# Tomáš Labuzík
Tomáš Labuzík (* 18. prosince 2002) je český lední hokejista hrající na pozici útočníka.

## Život
S hokejem začínal v pražské Slavii, za kterou posléze hrál ve svých dorosteneckých i mládežnických letech. Mezi muži prvně nastoupil v sezóně 2022/2023, když hrál za Slavii a současně hostoval v jiném pražském celku, u letňanských Letců. První zápas za muže Slavie odehrál Labuzík 19. prosince 2022, tedy den po svých dvacátých narozeninách, když nastoupil do utkání proti Litoměřicím (7:2) a vstřelil v něm svou premiérovou branku, kterou upravil skóre zápasu do podoby 5:1.